# Stanisław Igar
Stanisław Igar, właśc. Czesław Kubiak (ur. 14 lipca 1918 w Płocku, zm. 29 grudnia 1987 w Krakowie) – polski aktor teatralny i filmowy.

## Życiorys
Słuchacz Państwowego Instytutu Sztuki Teatralnej. W 1952 zdał aktorski egzamin eksternistyczny. Występował od 1945 w Warszawie na deskach Miejskiego Teatru Dramatycznego, w Olsztynie i Elblągu (w latach 1946–1952 Teatr im. Stefana Jaracza), Wrocławiu (1952–1967 Teatry Dramatyczne), Gdańsku (1967–1978 Teatr Wybrzeże), Krakowie (1979–1984 Teatr im. Juliusza Słowackiego). Sporadycznie reżyserował we Wrocławiu. Prowadził pracę pedagogiczną w Państwowej Wyższej Szkole Teatralnej im. Ludwika Solskiego w Krakowie oraz w Teatrze Muzycznym im. Danuty Baduszkowej w Gdyni.

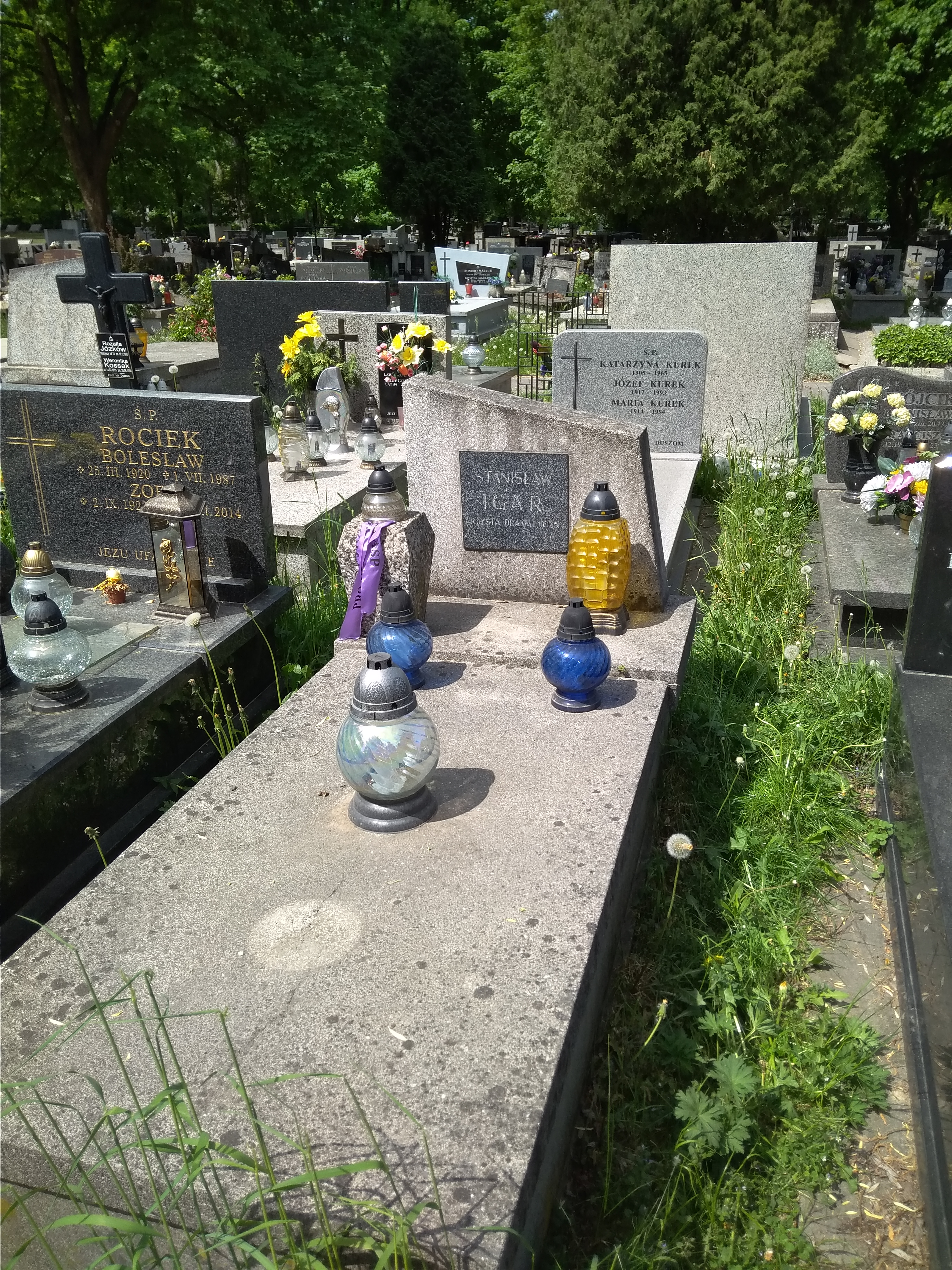
Grób Stanisława Igara na cmentarzu wojskowym przy ul. Prandoty (kwatera XCVII, rząd 2, miejsce 14)

## Teatr

### Role dramatyczne
- Książę Konstanty – Kordian Juliusza Słowackiego,
- Pozzo – Czekając na Godota Samuela Becketta,
- Leopold Bloom – Ulisses Macieja Słomczyńskiego wg Jamesa Joyce’a,
- Danton – Sprawa Dantona Dagny Przybyszewskiej,
- Stanisław August – Termopile polskie Tadeusza Micińskiego,
- Mefisto – Potępienie doktora Fausta Stanisława Jerzego Sity,
- Sieriebriakow – Wujaszek Wania Antona Czechowa,

### Role komediowe i charakterystyczne
- Kruticki – I koń się potknie Aleksandra Ostrowskiego,
- Cześnik – Zemsta Aleksandra Fredry,
- Biedermann – Biedermann i podpalacze Maxa Frischa.

## Filmografia
- Rękopis znaleziony w Saragossie (1964) – Don Gaspar Soarez
- Podróż za jeden uśmiech (1971) – lekarz (odc. 5)
- Linia (1974) – Stanisław Juzała, szef kontroli
- Ziemia obiecana (1975) – Grünspan
- Znikąd donikąd (1975) – „Coco”, mistrz balansu
- Tylko Beatrycze (1976) – Jan XXII
- Znak orła (1977) – Evald, kupiec krakowski (odc. 4)
- Parada oszustów (1977) – Aleksander Suliechin - mistrz szachowy, Gaborsky - właściciel autosalonu, Komisarz Rajczak, John O'Roney
- Zmory (1978) – profesor Ptaszycki
- Słodkie oczy (1979) – dyrektor Adam Dubowicz, szef Kowala
- Królowa Bona (1980) – doktor di Matera (odc. 12)
- Krzyk (1982) – Nowicki, pensjonariusz domu opieki
- Austeria (1983) - Apfelgrun